# Goniothalamus salicina
Goniothalamus salicina là một loài thực vật thuộc họ Annonaceae. Đây là loài đặc hữu của Sri Lanka.